# Musselshell megye
Musselshell megye az Amerikai Egyesült Államokban, azon belül Montana államban található. Megyeszékhelye és legnagyobb városa Roundup. Lakosainak száma 4730 fő (2020. április 1.). Musselshell megye Petroleum, Yellowstone, Rosebud, Fergus és Golden Valley megyékkel határos.

## Népesség
A megye népességének változása:
| Lakosok száma | 4550 | 4739 | 4674 | 4629 | 4582 | 4730 |
|               | 2010 | 2011 | 2012 | 2013 | 2015 | 2020 |